# テレビ山梨

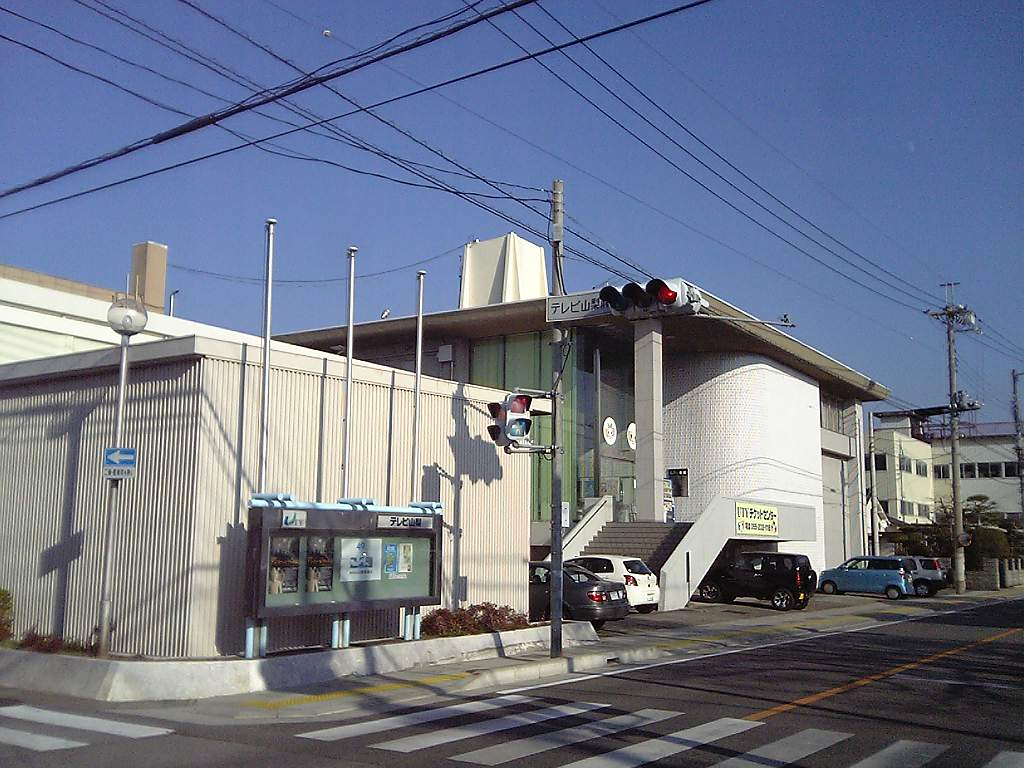
UTY会館（2009年12月26日）

株式会社テレビ山梨（テレビやまなし、Television Yamanashi Co., Ltd.）は、山梨県を放送対象地域とし、テレビジョン放送事業を行っている特定地上基幹放送事業者である。
略称はUTY（UHF Television Yamanashi）。

## 概要
コールサインはJOGI-DTV（甲府 27ch）。TBS（JNN）系列のテレビ局であるが、先発局で日本テレビ系の山梨放送と同様に県内に系列局がないフジテレビ・テレビ朝日・テレビ東京系列の番組も一部放送。ゴールデン・プライム枠のネット受けは、TBS（JNN）の番組が占めている。また、番組表サービス「Gガイド」の配信も行っている。
金丸信の長男・金丸康信が代表取締役社長を務めていた。主要株主は富士急行、山梨トヨタ自動車、金丸康信、朝日新聞社、読売新聞社である。また康信はエフエム富士の取締役も務めているため、UTYとの繋がりは特に強い。
1985年（昭和60年）から、北京放送日本語部アナウンサーの研修受け入れを行っていて、共同で番組制作や中華人民共和国への取材も積極的である。

### 事業所
本社
- 山梨県甲府市湯田2丁目13番1号（郵便番号400-8570）

富士吉田支局
- 山梨県富士吉田市下吉田6丁目6番14号

静岡支局
- 静岡県静岡市葵区紺屋町11番4号  太陽生命静岡ビル4階

東京支社
- 東京都港区赤坂2丁目5番8号 ヒューリックJP赤坂ビル SPACES赤坂4階

大阪支社
- 大阪府大阪市北区堂島1丁目6番20号 堂島アバンザ6階

### 系列新聞
JNNは、特定の新聞色を出さないとしながらも、結成後に開局した新規加盟局には本来、地元新聞社の出資が必要とされていた。このため開局準備段階では、山梨県内唯一の県紙である山梨日日新聞社（山日）も株主に名を連ねていた。

しかし、山日は山梨放送と報道局を一体化するなど、事実上直営下に置いているという事情から、マスメディア集中排除原則の解釈もあり、かつ第2県紙の『山梨時事新聞』も、当社開局の直前の1969年（昭和44年）2月21日に、富士急行から買収する形で山日に合同されてしまっていた事情も加わったため、見返りとして山日保有のUTY株を富士急行に譲渡する形で、資本関係を解消することになった。
どうしてもやむを得ない場合には、TBSに出資した経験のある朝日、読売、毎日といった全国紙か、最悪TBS自体が出資ないしは経営に関与する形でJNN加盟に漕ぎ着けた例があるものの、系列に県紙がない状況でJNNへの加盟が認められたのは、金丸信や筆頭株主の富士急行、更には同社創業家出身の自民党衆議院議員堀内一雄（元自民党総務会長堀内光雄の実父）らの政治的影響も大きかった。

このため、UTYはTBSから辰繁存を常勤取締役として受け入れると共に（後に専務取締役を経てFM富士初代社長）、1973年（昭和48年）、日刊『山梨新報』を創刊し系列新聞を保有する。暫くして全国紙への折込形式で配布される週刊誌に移行するが、これによってJNN加盟の条件である地元新聞社の支援が、名目上ながらも実現した。

## チャンネル

### デジタル放送

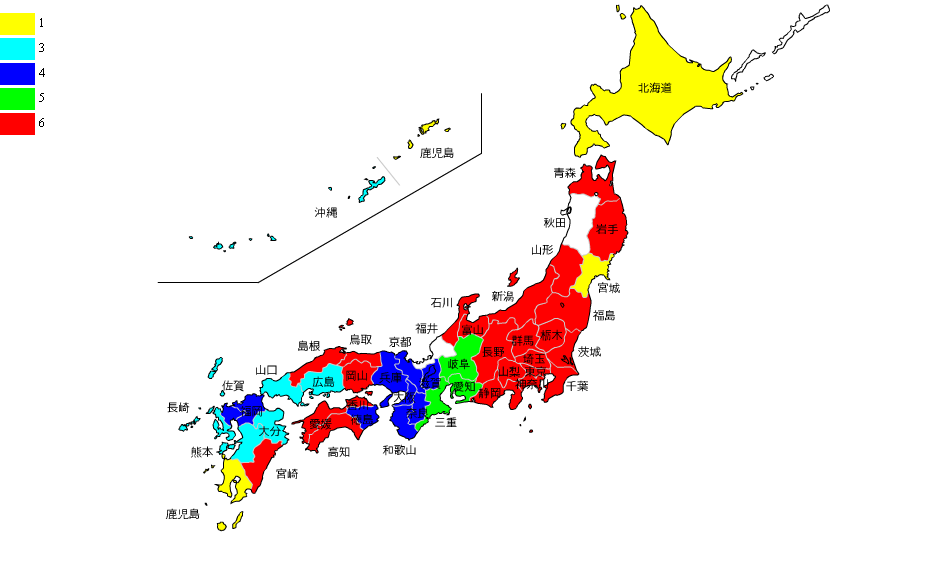
JNN系列のリモコンキーID地図

- 本局：甲府 （坊ヶ峰） 物理チャンネル27ch
- コールサイン：JOGI-DTV
- リモコンキーID：6
- 3桁：061、062、268（Gガイド）、661（ワンセグ用）。

#### 中継局
- 富士吉田 27ch
- 大月 19ch
- 大月初狩 40ch
- 都留 37ch
- 上野原 40ch
- 韮崎穴山 42ch
- 身延 24ch
- 南部 44ch

※今後も順次、中継局を設置する予定。

### アナログ放送（2011年7月24日で運用終了）
甲府市周辺・峡西・東八代・峡東
- 本局 甲府（坊ヶ峰） JOGI-TV 37ch
- 甲府北 43ch
- 笛吹芦川 51ch
- 甲州大和 59ch
- 甲州上萩原 47ch

東部
- 大月 44ch
- 大月笹子 47ch
- 大月藤崎 34ch
- 大月初狩 33ch
- 都留 30ch
- 上野原 34ch
- 上野原秋山 37ch（垂直偏波）

富士北麓
- 富士吉田 33ch
- 富士河口湖長浜 57ch
- 山中湖 38ch
- 道志 49ch

峡北
- 韮崎穴山 56ch
- 北杜小笠原 47ch
- 北杜真原（さねはら） 55ch
- 北杜横手 44ch

峡南
- 身延 34ch
- 身延常葉 54ch
- 市川三郷 57ch
- 南部 55ch

## 資本構成
企業・団体の名称、個人の肩書は当時のもの。出典：

### 概要
筆頭株主は富士急行。かつては富士急グループ各社で分割所有していた。

### 2021年3月31日
| 資本金 | 発行済株式総数 | 株主数 |
| ------ | -------------- | ------ |
| 3億円  | 600,000株      | 21     |

| 株主             | 株式数   | 比率   |
| ---------------- | -------- | ------ |
| 富士急行         | 96,000株 | 16.00% |
| 山梨トヨタ自動車 | 47,800株 | 14.00% |
| 金丸康信         | 56,000株 | 9.33%  |
| 朝日新聞社       | 42,000株 | 7.00%  |
| 読売新聞東京本社 | 42,000株 | 7.00%  |
| 金丸信吾         | 34,000株 | 5.67%  |
| 金丸吉宗         | 34,000株 | 5.67%  |
| 富士急ハイランド | 28,500株 | 4.75%  |

## 沿革
- 1968年（昭和43年）11月15日 - 予備免許交付。
- 1969年（昭和44年）2月8日 - 会社設立。甲府市湯田2-9-8に本社を置く。
- 1970年（昭和45年）4月1日 - 山梨県2番目の民放テレビ局として開局。
- 1984年（昭和59年）8月1日 - 新局舎完成。制作スタジオは県内で最大の規模となる（260平方メートル）。旧局舎は「UTY会館」として現存。
- 2005年（平成17年）7月4日 - 地上デジタル放送に対応した主調整室（マスター）設備に更新。
- 2006年（平成18年）
  - 1月16日 - 地上デジタル放送試験電波を初めて発射。
  - 2月10日 - 地上デジタル放送試験放送開始。
  - 5月1日 - 地上デジタル放送サービス放送開始。
  - 7月1日 - 地上デジタル放送本放送を開始（ハイビジョン・ワンセグ同時）。

## ネットワークの移り変わり
- 1970年（昭和45年）4月1日…TBS系列局として開局。JNNに加盟。開局時山梨放送からTBSの番組の原則すべて（スポンサー事情による一部の番組を除く）とフジテレビ・NETテレビ→テレビ朝日の番組の一部が移行された。
- 1975年（昭和50年）3月31日…腸捻転解消により、大阪発の番組が朝日放送制作から毎日放送制作に変更。

## 放送中の番組

### 自社制作番組
- スゴろく（月曜 - 金曜 16:50 - 18:55〈第一部 16:50 - 17:50、Nスタネット枠を挟み、第二部 18:15 - 18:55〉一部日は第2部のみ）
- UTYニュース（ローカルショートニュース。月曜 - 木曜 23:56 - 24:00、土曜 18:50 - 18:55・23:24 - 23:30、日曜 17:44 - 17:54・22:54 - 23:00）
- いいトコ山梨（水曜 18:55 - 19:00）
- みなみおばちゃんの6丁目ガッチリ金曜日（金曜 9:55 - 10:30）
- ミライ企業 ～やまなし企業紹介～（第4木曜18:55 - 19:00 と第4土曜 12:30 - 13:00 の2枠以上がある〈放送時間枠によっては紹介企業数は異なる〉）
- やまなしドローン紀行（第1、第2土曜 18:55 - 19:00）
- お天気メモ（月曜 - 木曜 22:57 - 23:00、金曜 22:54 - 23:00、土・日曜 21:54 - 22:00）
- Uバクタイム（毎日 日に4 - 5回）
- Jリーグ・ヴァンフォーレ甲府ホームゲーム中継

### TBS系列のローカルセールス番組
特記なき限りTBS制作。太字は同時ネット｡
- ゴゴスマ -GO GO!Smile!-（月曜 - 金曜 13:55 - 15:49、CBCテレビ制作）
- 月バラナイト（月曜 23:56 - 24:55）
- ランファンQUEST（火曜 24:26 - 24:55）
- かまいたちの知らんけど（火曜 24:55 - 25:55、毎日放送制作）
- ドラマストリーム（火曜 27:00 - 27:30）
- よるのブランチ（水曜 23:56 - 24:55）
- 世界くらべてみたら（水曜 19:00 - 20:00）
- ニノなのに（水曜 21:00 - 21:57）
- 有田哲平とコスられない街（金曜 24:48 - 25:18）
- バース・デイ（金曜 25:23 - 25:53）
- 夜明けのラヴィット!（土曜 5:45 - 7:30）
- 王様のブランチ（土曜 9:30 - 14:00）[注釈 7]
- 有吉ジャポンⅡジロジロ有吉（土曜 24:58 - 25:28）
- バナナマンの早起きせっかくグルメ!!（日曜 6:00 - 6:45）
- サンデージャポン（日曜 10:00 - 11:24）
- 週刊さんまとマツコ（日曜 13:00 - 13:27）

### 他系列番組

#### テレビ朝日系列
- おにぎりあたためますか（水曜 24:55 - 25:25、北海道テレビ制作）
- 相席食堂（木曜 24:56 - 25:56、朝日放送テレビ制作）[注釈 8]
- 仮面ライダーシリーズ（土曜 5:00 - 5:30、現在は『仮面ライダーガヴ』を放送）

#### フジテレビ系列
- サザエさん（日曜 5:30 - 6:00） ※1975年にYBSにて放送[8] および2009年4 - 6月の期間は未放映。

#### テレビ東京系列
- 開運!なんでも鑑定団（土曜 16:00 - 17:00）
- ポケットモンスター（土曜 17:00 - 17:30）
- 出川哲朗の充電させてもらえませんか?（不定期放送、主に日曜午後）
- 所さんの学校では教えてくれないそこんトコロ!（不定期放送、主に土曜午後）
- 緊急SOS!池の水ぜんぶ抜く大作戦（不定期放送）

#### その他
- 町中華で飲ろうぜ（水曜 24:55 - 25:28、BS-TBS制作）
- ヒロシのぼっちキャンプ（日曜 24:50 - 25:20、BS-TBS制作）

## 終了した番組
☆印は、番組自体は継続中。

### 自社制作番組
- テレポートやまなし
- UTYニュースワイド
- UTY夕焼け情報局
- UTYカラオケ大賞
- 私たちのやまなし
- ショッビング百科やまなし
- お昼のやまなしリビング
- リビングやまなし
- 八代英太のふるさとショー
- おんがくのかぜ
- UTYウッティな木曜日
- 土ひる!
- UTYわいわいQGランド
- やまなし散歩
- きずなさん
- ウッティ発!
- ウッティタウン6丁目
- UTYはなきんマーケット
- オヤスミ SUNny Day
- やまなしのおかず
- ウッティタウン6丁目のカフェ
- 山梨いまじん
- いくじ♪じゃむ
- UTYニュースの星
  - ニュースの星Repeat - 「ニュースの星」当日分の再放送。詳細は該当項を参照。
- UTYスマイルニュース

### TBS系時差ネット番組
- ホリさまぁ〜ず
- タイノッチ
- よしもと新喜劇☆[注釈 9]（毎日放送制作）
- ウルトラマンメビウス（CBCテレビ制作）
- ULTRASEVEN X（CBCテレビ制作）
- コードギアス 反逆のルルーシュ[注釈 10]（毎日放送制作）
- 戦国BASARA[注釈 10]（CBCテレビ・毎日放送制作）
- マクロスF（毎日放送制作）
- 号外!吉本満載テレビ（毎日放送制作）
- G.I.ゴロー
- 新知識階級 クマグス
- けいおん!
- けいおん!!
- ミルク書
- あらびき団
- ゴロウ・デラックス
- スープカレー（北海道放送制作）
- アサルトリリィ BOUQUET
- ニッポン!いじるZ
- この初恋はフィクションです
- ひらめけ!うんぴょこちゃんねる☆

### テレビ朝日系番組
- 新婚さんいらっしゃい!☆（ABC制作、2021年9月打ち切り）
- 渡辺篤史の建もの探訪☆
- ナニコレ珍百景☆（『ジャンクSPORTS』休止時の穴埋めとして複数回放送された。レギュラー放送第2期は未ネット）
- 金曜9時枠の連続ドラマ（第2期放送・テレビ朝日・ABC共同制作）
- 水曜どうでしょうClassic☆（北海道テレビ制作）
- それゆけ!ダイダマン（不定期）
- 徹子の部屋☆
- スーパー戦隊シリーズ☆（『バトルフィーバーJ』以降はYBSで放送）

秘密戦隊ゴレンジャー→ジャッカー電撃隊
- キャラ☆キング
- 必殺シリーズ（ABC制作、『新婚さん〜』と同様に腸捻転解消の前後を通じて放送）
- 三枝の国盗りゲーム（ABC制作）
- 人気者でいこう!（ABC制作、終了後にこの番組のコーナーから独立番組化した『芸能人格付けチェック』も放映）
- 探偵!ナイトスクープ☆（ABC制作、2024年3月打ち切り）[注釈 11]
- 怪物くん（アニメ第2作）→フクちゃん
- 魔法少女ララベル
- ハロー!サンディベル
- 夢戦士ウイングマン
- 宇宙船サジタリウス（木曜 16:25 - 16:55[10]）
- 欽ちゃんのどこまでやるの!?
- いきなり!黄金伝説。
- 西部警察
- 特捜最前線
- 水曜21時枠刑事ドラマ☆

はぐれ刑事純情派、さすらい刑事旅情編、風の刑事・東京発!、はみだし刑事情熱系、相棒
- 金曜9時枠の連続ドラマ

女帝、オトコの子育て、4姉妹探偵団
- 狼・無頼控（腸捻転以前のMBS制作）
- あばれはっちゃくシリーズ
  - 俺はあばれはっちゃく→男!あばれはっちゃく→熱血あばれはっちゃく→痛快あばれはっちゃく→逆転あばれはっちゃく
- メタルヒーローシリーズ

宇宙刑事ギャバン～テツワン探偵ロボタック
- 燃えろ!!ロボコン
- 仮面ライダーシリーズ☆

仮面ライダークウガ～仮面ライダーガッチャード
- 勇者シリーズ（メ～テレ制作、YBSから移行）

太陽の勇者ファイバード→伝説の勇者ダ・ガーン→勇者特急マイトガイン→勇者警察ジェイデッカー→黄金勇者ゴルドラン→勇者指令ダグオン→勇者王ガオガイガー
- 土曜19時台前半アニメ枠（当時）

聖闘士星矢→悪魔くん→もーれつア太郎（第2作）→きんぎょ注意報!→美少女戦士セーラームーンシリーズ→キューティーハニーF
- アニメ80日間世界一周（木曜 16:25 - 16:55[11]）
- 鉄拳チンミ
- SLAM DUNK
- 朝日フラッシュニュース（制作：朝日新聞社、制作委託：テレビ朝日→朝日ニュースター）
- 宇宙魔神ダイケンゴー
- コンポラキッド（木曜 17:20 - 17:50[12]）
- 銀牙 -流れ星 銀-（月曜 15:55 - 16:25[13]）
- ビックリマン（ABC制作、木曜 16:25 - 16:55[14]）
- スーパービックリマン（ABC制作、本放送終了後、1994年頃に日曜 6:00 - 6:30に放送[15]）
- 女と男と物語→珍山荘ホテル（ABC制作）
- チャンネルはそのまま!（北海道テレビ制作）

ほか

### フジテレビ系番組
- スーパー競馬
- 志村けんのバカ殿様
- ストップ!! ひばりくん!
- ベムベムハンターこてんぐテン丸
- ハイスクール!奇面組（月曜 16:25 - 16:55[10]）→ついでにとんちんかん→名門!第三野球部
- らんま1/2（熱闘編・実写版ドラマはYBSで放送）
- ドラゴンクエスト
- とんねるずのみなさんのおかげです
- ラスタとんねるず'94
- ウッチャンナンチャンのやるならやらねば!
- フジテレビ月曜9時枠の連続ドラマ☆
- 新宿警察
- 三枝の愛ラブ!爆笑クリニック→ひらけ!GOMA王国
- 欽ドン!良い子悪い子普通の子
- 蒼き伝説シュート!
- クイズ$ミリオネア
- あいのり
- Break Point!（岩手めんこいテレビ制作）
- 人志松本のすべらない話 ☆（不定期）
- 桑田佳祐の音楽寅さん（第1期・第2期）
- ジャンクSPORTS☆（ゴールデン第2期は未ネット）
- HEY!HEY!HEY!
- ザ・ベストハウス123（YBSへ移行）
- 爆笑レッドカーペット
- 人志松本の○○な話
- おもしろ言葉ゲーム OMOJAN
- はねるのトびら
- 花王名人劇場→花王ファミリースペシャル
- アストロボーイ・鉄腕アトム
- 8020探検隊
- ヨルタモリ
- VS嵐（途中打ち切り）
- ホンマでっか!?TV☆（2023年9月打ち切り、番組自体は字幕対応を実施。）
- 健保連のすこやかさん（1977年4月開始時点では同時ネット[16]）
- おちゃめ神物語コロコロポロン（本放送終了後、1987年頃に金曜 16:25 - 16:55に放送[10]）
- じゃあまん探偵団 魔隣組（水曜 15:55 - 16:25[17]）
- 千原ジュニアの座王☆（関西テレビ制作、2022年9月打ち切り）
- ダウンタウンなう→人志松本の酒のツマミになる話→酒のツマミになる話（2025年3月打ち切り）

ほか

### テレビ東京系番組
- レディス4（2005年8月1日から2009年6月30日まで放映）
- 田舎に泊まろう!
- 浅草橋ヤング洋品店
- ASAYAN（1996年3月打ち切り）
- クイズ赤恥青恥（1996年4月開始 - 1998年3月打ち切り）
- 出没!アド街ック天国☆（1998年4月開始 - 1999年9月打ち切り、YBSに移行したのち再びUTYで不定期放送）
- TVチャンピオン
- 六三四の剣（金曜 15:55 - 16:25[13]）
- キャプテン翼（第1作、金曜 17:20 - 17:50[18]）
- ミスター味っ子（木曜 15:55 - 16:25[19]）
- スペースオズの冒険（火曜 16:25 - 16:55[20]）
- ロスト・ユニバース
- もっと遊びたい!
- りぼん魔法少女アニメ

姫ちゃんのリボン→赤ずきんチャチャ→ナースエンジェルりりかSOS→こどものおもちゃ
- しましまとらのしまじろう→はっけん たいけん だいすき! しまじろう→しまじろう ヘソカ→しまじろうのわお!☆（テレビせとうち制作、2022年9月打ち切り）
- 福留の22の21
- ドキュメンタリー人間劇場
- 今夜もドル箱!!
- 爆走兄弟レッツ&ゴー!!
- 爆転シュート ベイブレード（2002以降を放映）
- とっとこハム太郎
- ロックマンエグゼ（第2 - 3シリーズを放映、第3シリーズは2005年3月打ち切り）
- 妖怪ウォッチ（シリーズ自体は☆）
- Lドラ - ママはニューハーフ（2009年7月1日〜同年10月15日）
- 匠の肖像
- 大江戸捜査網
- Disney Time
- オズの魔法使い（金曜 15:55 - 16:25[10]）
- おらぁグズラだど（第2作、金曜 15:55 - 16:25[21]）
- マンガ日本経済入門（日曜 7:00 - 7:30[11]）
- ホワッツマイケル（火曜 15:55 - 16:25[14]）
- おやゆび姫物語（水曜 15:55 - 16:25[20]）
- SPY×FAMILY（Season1）

ほか

### 日本テレビ系番組
- 読売新聞ニュース（制作：読売新聞社、制作協力：読売映画社→読売映像、制作委託：日本テレビ）
- 戦え!超ロボット生命体トランスフォーマー（水曜 16:25 - 16:55[13]）→戦え!超ロボット生命体トランスフォーマー2010→トランスフォーマー ザ☆ヘッドマスターズ→トランスフォーマー 超神マスターフォース→戦え!超ロボット生命体 トランスフォーマーV

本来の日本テレビ系列である山梨放送では未放送。

### 独立UHF局
- 中央競馬ハイライト
- 毎日新聞 記者の目
- ル・サロン
- 西遊記外伝 モンキーパーマ
- メッチャE!→CD NEWS（チバテレ制作）
- いい伊豆みつけた
- 戦国鍋TV 〜なんとなく歴史が学べる映像〜
- D4DJ First Mix （第2期は未放送。）
- 神様になった日
- 異修羅
- オーバーロード（第1期のみ）

ほか

### 特記事項
- 『朝日フラッシュニュース』と『読売新聞ニュース』は、本来であればUTYはJNN系列なので、他系列のニュース番組を配信することはJNN協定に抵触する恐れがあるが、この番組はいわゆるネット協定の適用を受けない新聞社からの配給扱い（ANN・NNNのニュースネットワーク協定も対象外）の番組であったのと、朝日新聞・読売新聞がUTYの株主であり、また日本テレビ系列である山梨放送は山梨日日新聞の直系放送局（テレビ朝日系は山梨県内の該当系列局はなし）であるため、この番組はUTYで放送されていた。

## 放送の傾向
同局はTBS系列に属するため、基本的にTBS系列の番組をネットしているが、民放2局地域の関係上、日本テレビ系列を除く各系列の番組の時差ネットも行っている。そのため、TBS系列局の中では情報番組が比較的少ないことがこれまでの特徴であったが、2009年4月からの『サンデージャポン』と『サタデーずばッと』 の、2020年4月からの『ゴゴスマ -GO GO!Smile!-』（CBCテレビ制作）の、2024年1月からの『Nスタ・第0部』の同時ネットが開始されたことである程度は解消された他、2021年10月2日からは長年にわたり非ネットであった『王様のブランチ』の第2部の同時ネットも開始した（それでも、「プチブランチ」『ひるおび・午前』などの一部未ネットの番組も存在する）。

## 主な受賞歴
2006年12月30日に放送された、『あなたを家で看取りたい～在宅ホスピス医 内藤いづみ～』が第3回日本放送文化大賞関東・甲信越・静岡地区で最優秀賞を獲得。2007年10月の最終審査に進んだ。
同局で放送されたローカル番組『ウッティ発!』（2009年8月5日 - 2014年9月10日）では、2009年8月に放送されたドキュメンタリー作品「わだつみのこえよ永遠に」が、TBS系列で2009年に制作された自社制作番組の中から、最も優れた作品に贈られるJNNネットワーク大賞を受賞。受賞後の2010年3月に同じ時間枠で再放送されたほか、TBS系列全局で放送。また日本で最も権威のあるといわれている第6回日本放送文化大賞でも関東・甲信越・静岡地区で最優秀賞を獲得。2010年11月の全国審査に進んだ。
2011年4月に放送の「一枚の写真〜左手一本のシュート〜」は、2011年日本民間放送連盟賞特別表彰部門青少年向け番組で最優秀賞を受賞。同賞で最優秀賞を受賞するのは初めてだった。2011年9月21日放送の「新体操ボーイズ　〜汗と涙と努力の日々〜」でも2012年日本民間放送連盟賞特別表彰部門「青少年向け番組部門」において優秀賞を受賞した。
2012年8月22日に放送された「アンニョンハセヨ!ワタシ桑ノ再生請負人」が2013年の日本民間放送連盟賞青少年向け優秀賞を受賞した。同作は続編として「ウッティ発!アンニョンハセヨ!ワタシ桑ノ再生請負人」が2015年の日本民間放送連盟賞青少年向け番組最優秀賞 を受賞し2017年5月22日に放送された「ウッティ発! アンニョンハセヨ！ワタシ桑ノ集落再生人 2011 - 2017」でも第13回日本放送文化大賞関東・甲信越・静岡地区で最優秀賞を獲得。2017年10月の全国審査に進んだ。更にその続編として2022年12月30日に放送された「ワタシ桑ノ集落再生人～限界集落で挑戦した11年～」が2023年の日本民間放送連盟賞番組部門テレビ教養番組優秀賞を受賞した。
2014年には、同年3月に閉校した大月短期大学附属高等学校の野球部の部員8人と監督の姿を追った『最後まであきらめない～大月高校8人の野球部～』で2014年日本民間放送連盟賞番組部門テレビエンターテインメント番組優秀賞 を、『ウッティ発! 最後まで全力プレー～大月高校8人の野球部～』で同賞特別表彰部門青少年番組優秀賞を受賞 するなど良質な番組を送り続けている。
JNN・JRN加盟局の優れたアナウンサーに送られるアノンシスト賞においては2012年1月25日に放送された「孤高の三絃師」で小田切いくみアナウンサーが受賞した。

## アナウンサー

### 在籍者
男性
- 1998年 小嶋優
- 2004年 黒澤知弘
- 2019年 三浦正則
- 2024年 安福太郎、松島直輝

女性
- 2006年 小田切いくみ
- 2018年 西垣友香（NHK奈良放送局から転職）
- 2021年 平山裕子（NHK甲府放送局から転職）
- 2025年 森谷美雲（テレビ金沢から転職）

### 過去に在籍したアナウンサー
退社後にtvkに転籍した人物が3人いる。
男性
- 1976年
  - 佐藤泰男 - 制作部へ異動
- 1982年
  - 小笠原和人（福島テレビから移籍）
- 1995年
  - 望月智（→報道記者→現テレビ山梨CG担当）
- 2007年
  - 根岸佑輔（ - 2011年、→現テレビ神奈川）
- 2011年
  - 入戸野翔（ - 2014年、FM FUJIから転籍）
- 2013年
  - 石垣英輔（10月 - 2019年、福島放送→長崎国際テレビ→UTY→現テレビ愛知報道記者）
- 千野幸男
- 岡田浩一（→九州朝日放送に移籍後、現在は別部署）

女性
- 1978年
  - 名執瞭子（2018年現在ウッティタウン6丁目にナレーターとして出演）
- 1988年
  - 阿部育子
- 1993年
  - 大西かや（→編成部へ異動。ニュースの星などにリポーターとして不定期出演）
- 1994年
  - 内田朱美（ - 1998年、→テレビ神奈川アナウンサー→現エス・オー・プロモーション所属）
- 1996年
  - 仲山今日子（ - 2002年→その後テレビ神奈川アナウンサー）
- 1998年
  - 大塚美幸（ - 2003年→その後テレビ埼玉アナウンサー→現株式会社and代表取締役）
- 2001年
  - 杉浦舞（ - 2005年→その後TBSラジオ『荒川強啓 デイ・キャッチ!』アシスタントほか　現キャスト・プラス所属）
  - 鈴木春花（→総務部へ異動→2013年3月フリーに転身）
- 2003年
  - 黒塚まや（ - 2009年3月、→その後TBSニュースバードキャスターほか　現キャスト・プラス所属）
- 2007年
  - 五藤めぐみ（ - 2009年3月、ラジオ福島から転籍→現ジョイスタッフ所属）
- 2008年
  - 永野絵理佳（ - 2014年9月）
  - 平松千花（4月 - 2013年3月）
- 2009年
  - 小林史子（ - 2014年9月）
- 2012年
  - 山口里奈（ - 2018年7月）
- 2013年
  - 谷友紀子（ - 2015年）
- 2014年
  - 青木美菜（ - 2025年6月）
  - 村田美紀（ - 2016年、北海道テレビ放送から移籍→現ジョイスタッフ所属）
  - 野牛あかね（ - 2017年、岩手めんこいテレビから移籍→テレビ埼玉契約アナウンサー→フリー）
- 2016年
  - 原綾香（ - 2017年12月、NHK秋田放送局から転籍）
- 2017年
  - 山崎薫子（ - 2021年、新潟テレビ21から転籍→現フリー）
- 青山絵美（→現NACK5ニュースアナウンサーほか　現セント・フォース所属）
- 一旗圭子（→現気象予報士の望月圭子）
- 江守美加子
- 高橋直実
- つるたきみこ（→現声優・ナレーター）
- 長田由布紀（→その後山梨放送ラジオでレギュラーを持つ　現ボイス・ルーム代表）
- 小沢尚美（→その後TBSニュースバードキャスターほか　現オールウェーブ・アソシエーツ所属）

## シンボルマーク
Uの字をかたどったもので「ライジングU」と言う。UTY（TBSと同様・Times New Romanの太字）の“U”を表している。そして、緑濃い山々とそこから流れ込む清流に縁取られた、山梨県の恵み豊かな県土を緑と青のカラーで表現している。

## 公認キャラクター

### マスコット
「ウッティ」と「クルリン」。“UTY”をもじって「ウッティ」と命名。CGで制作されておりゲームや音頭、絵描き歌など多彩に展開。
2020年よりUTY開局50周年に合わせUTYの新入社員という設定の新マスコット「Uバク」が登場している。

### バーチャルYouTuber
2023年3月1日にバーチャルYouTuber事業に参入のためユニバースプロダクションと協業し、同年8月11日に公認バーチャルYouTuberとして「山奈しずく」（やまなしずく）がデビューした。

## スタジオ
- 制作スタジオ　※HV対応 - 1984年に新局舎完成とともに新設されたスタジオ。山梨県内最大規模。
- ニューススタジオ　※HV対応 - 1984年から数年間は旧局舎（現在のUTY会館）のテレビスタジオを報道専用に使用していたが、新局舎に新たにニューススタジオを新設（時期は不明）。デジタルマスターに変更後は旧マスターをニューススタジオサブに改造して運用している。

## お天気カメラ設置ポイント
- UTY局舎鉄塔部（甲府市）
- 山梨県立科学館（甲府市）
- 甲府駅（セレオ甲府）屋上（甲府市）
- 中央道上野原I.C.付近（上野原市）
- 三つ峠（都留市）
- 富士吉田（天王山公園）

移動お天気カメラは季節に応じて随時

## 備考
- この放送局はJNNで唯一、2015年5月分まで番組表でほとんどのネットセールススポンサーを掲載していた。（過去にSBS・RCC・KUTV・NBCでも同様だった。また、BSS・RBCなどでも一部番組で30秒スポンサー全社を掲載した）
  - 2015年6月分以降は、一部の空き枠にメイン出演者の写真を掲載している。
- 新聞の番組表については、地上デジタル放送完全移行後は山梨日日新聞や朝日新聞、毎日新聞、聖教新聞などはNHK総合・Eテレ→YBSテレビ→テレビ朝日に続いて5番目に掲載されている（その次はテレビ東京→フジテレビの順）。[注釈 15]これは、在京キー局と同じチャンネル番号順（YBS=日テレ、UTY=TBS）であり、山梨県が関東地方の経済・広域圏に含まれている為の物と捉えている[誰?]。
- 同局は現在、中央競馬を中継していないが先述の通り、フジテレビの『スーパー競馬』をネットしていたこともあり現在でも東京競馬場で「テレビ山梨賞」[注釈 16]を提供している。詳しくは中央競馬の冠競走一覧を参照。